# Sliver (Lied)
Sliver ist ein Lied der US-amerikanischen Rockband Nirvana. Es erschien ursprünglich im September 1990 als Non-Album-Single und wurde 1992 auf der Kompilation Incesticide veröffentlicht. Zudem ist es auf dem 2002 erschienenen Best-of-Album Nirvana enthalten.

## Inhalt
Das Lied handelt von einem kleinen Jungen, dessen Eltern zu einer Show gehen und ihn deshalb zu seinen Großeltern bringen. Dort essen sie Abendbrot, wobei er sein Fleisch schlecht kauen kann. Seine Großmutter fordert ihn daraufhin auf, sich nicht zu beschweren, sondern draußen Fahrrad zu fahren, wobei er sich am Zeh verletzt. Im Refrain bittet der Junge wiederholt seine Oma, ihn nach Hause zu bringen, da er allein sein will. Letztendlich schläft er vor dem Fernseher ein und wacht in den Armen seiner Mutter wieder auf.

## Produktion
Der Text des Liedes wurde von Kurt Cobain geschrieben. Die Produktion übernahm der Musikproduzent Jack Endino.

## Musikvideo
Um die Kompilation Incesticide zu promoten, wurde 1993 ein Musikvideo zu Sliver veröffentlicht, bei dem Kevin Kerslake Regie führte. Es wurde im ehemaligen Elternhaus Cobains innerhalb eines Tages gedreht und zeigt die drei Musiker, die den Song in einem kleinen, dunklen Zimmer spielen, dessen Wände mit Postern behangen sind. Kurt Cobain singt den Text aggressiv in die Kamera und wirft eine Stoffpuppe durch den Raum. Einige Szenen zeigen seine damals einjährige Tochter Frances Bean Cobain.

## Single

### Versionen
Schallplatte
1. Sliver – 2:13
2. Dive – 3:53

CD
1. Sliver – 2:13
2. Dive – 3:53
3. About a Girl (live) – 2:29
4. Spank Thru (live) – 2:58

### Chartplatzierungen
Sliver stieg am 2. Februar 1991 für eine Woche auf Platz 90 in die britischen Charts ein. Zudem erreichte die Single in Irland Rang 23.